# Giennadij Zajczik
Giennadij Zajczik, ros. Геннадий Львович Зайчик (ur. 11 lutego 1957 w Tbilisi) – gruziński szachista, reprezentant Stanów Zjednoczonych od 2002, arcymistrz od 1984 roku.

## Kariera szachowa
Pierwsze znaczące sukcesy zaczął odnosić na początku lat 80. XX wieku. W roku 1982 w Telawi podzielił II miejsce (za Rafaelem Waganianem, wraz z Gieorgijem Agzamowem) w półfinale mistrzostw Związku Radzieckiego. Rok później w rozegranych Jurmale mistrzostwach ZSRR do lat 26 zajął III miejsce (za Wiktorem Gawrikowem i Andriejem Charitonowem), zwyciężył również w międzynarodowym turnieju w Kecskemét. W 1984 odniósł duży sukces w postaci samodzielnego zwycięstwa w memoriale Akiby Rubinsteina w Polanicy-Zdroju. W 1985 zajął II lokatę (za Michaiłem Cejtlinem) w turnieju Bohemians w Pradze, w 1987 powtórzył to osiągnięcie w turnieju B memoriału Jose Raula Capablanki w Camaguey oraz zwyciężył (wraz z Viswanathanem Anandem) w Coimbatore. W 1989 podzielił II miejsce (za Zurabem Azmaiparaszwilim, wraz z Uwe Bönschem) w Berlinie, natomiast w 1991 podzielił I lokatę (m.in. wraz z Jonny Hectorem, Zsuzsą Polgar, Elizbarem Ubiławą i Zurabem Azmaiparaszwilim) w otwartym turnieju w San Sebastián. W latach 1992, 1994 i 1996 trzykrotnie reprezentował barwy Gruzji na szachowych olimpiadach, za każdym razem zajmując wraz z drużyną miejsce w pierwszej dziesiątce. W roku 1998 wystąpił w Panormo w turnieju strefowym (eliminacji mistrzostw świata), zajmując odległą pozycję, a od następnego roku praktycznie zaprzestał gry w turniejach klasyfikowanych przez Międzynarodową Federację Szachową. Jednym z ostatnich sukcesów Giennadija Zajczika było zwycięstwo w memoriale Richarda Aronowa w Filadelfii w roku 2002.
Najwyższy ranking w karierze osiągnął 1 lipca 1996, z wynikiem 2550 punktów zajmował wówczas 4. miejsce wśród gruzińskich szachistów.